# ZiNc
ZiNc – emulator automatów bazujących na konsoli Sony PlayStation (Atlus PSX, FX-1a, FX-1b, Namco System 10, Namco System 11, Namco System 12, PS Arcade 95 System, Sony ZN-1, Sony ZN-2, System GV). W wersji 1.1 obsługuje 71 gier. ZiNc jest dostępny dla systemów Linux i Windows.

## Lista obsługiwanych gier
1. Star Gladiator (US 960627)
2. Street Fighter EX (US 961219)
3. Street Fighter EX (JP 961130)
4. Street Fighter EX (ASIA 961219)
5. Street Fighter EX Plus (US 970407)
6. Street Fighter EX Plus (US 970311)
7. Street Fighter EX Plus (JP 970311)
8. Street Fighter EX 2 (US 980526)
9. Street Fighter EX 2 (JP 980312)
10. Street Fighter EX 2 PLUS (US 990611)
11. Street Fighter EX 2 PLUS (JP 990611)
12. Street Fighter EX 2 PLUS (ASIA 990611)
13. Plasma Sword (US 980316)
14. Star Gladiator 2 (JP 980316)
15. Rival Schools (ASIA 971117)
16. Justice Gakuen (JP 991117)
17. Rival Schools (US 971117)
18. Strider Hiryu 2 (JP 991213)
19. Strider 2 (ASIA 991213)
20. Kikaioh (JP 980914)
21. Tech Romancer (US 980914)
22. Battle Arena Toshinden 2 (US 951124)
23. Battle Arena Toshinden 2 (JP 951124)
24. Tetris The Grand Master (JP 980710)
25. Sonic Wings Limited (JP)
26. Beastorizer (US) *bootleg*
27. Beastorizer (US)
28. Bloody Roar 2 (JP)
29. Brave Blade (JP)
30. Psychic Force (JP 2.4J)
31. Psychic Force (World 2.4O)
32. Psychic Force EX (JP 2.0J)
33. Magical Date EX - sotsugyou kokuhaku daisakusen (JP 2.01J)
34. Raystorm (JP 2.05J)
35. Raystorm (US 2.06A)
36. Fighters Impact A (JP 2.00J)
37. G-Darius (JP 2.01J)
38. G-Darius Ver.2 (JP 2.03J)
39. Dancing Eyes (JP) Ver. A
40. Xevious 3D/G (JP) Ver. A
41. Star Sweep (JP) Ver. A
42. Kosodate Quiz My Angel 3 (JP) Ver. A
43. Tekken (JP) Ver. B
44. Tekken (WORLD) Ver. B
45. Tekken (WORLD) Ver. C
46. Tekken 2 (JP) Ver. B
47. Tekken 2 (World) Ver. A
48. Tekken 2 (World) Ver. B
49. Soul Edge (JP) SO3 Ver. A
50. Soul Edge (JP) SO1 Ver. A
51. Soul Edge Ver. II (JP) SO4 Ver. C
52. Dunk Mania (US) DM2 Ver. C
53. Dunk Mania (JP) DM1 Ver. C
54. Prime Goal EX (JP) Ver. A
55. Wedding Rhapsody (JP) Ver. JAA
56. Hyper Athlete (JP) Ver. 1.00
57. Powerful Baseball 96 (JP) Ver. 1.03
58. Susume! Taisen Puzzle-Dama (JP) Ver. 1.20
59. Fighting Layer (JP) Ver. B
60. Ehrgeiz (US) Ver. A
61. Tekken 3 (JP) Ver. A
62. Mr Driller (JP) Ver. A
63. Aqua Rush (JP) Ver. A
64. Paca Paca Passion (JP)
65. Gallop Racer 3 (JP)
66. Shanghai Matekibuyuu (JP)
67. Cool Boarders Arcade Jam (US)
68. Dead or Alive++
69. Tondemo Crisis
70. Monster Farm Jump (JP)
71. Heaven's Gate